# Трансадриатический газопровод
Трансадриати́ческий газопрово́д (англ. Trans Adriatic Pipeline; TAP, греч. Αδριατικός Αγωγός Φυσικού Αερίου, итал. Gasdotto Trans-Adriatico, алб. Gazsjellësi Trans-Adriatik) — трубопровод для транспортировки природного газа, западный компонент Южного газотранспортного коридора, предназначенного для транспортировки газа преимущественно из Прикаспия в Западную Европу, соединяет Трансанатолийский газопровод (Турция) на востоке с выходом в точке «Мелендуньо» на западе (Италия), введён в коммерческую эксплуатацию 15 ноября 2020 года. Маршрут газопровода протяжённостью 878 км пролегает через Грецию, Албанию, Адриатическое море (офшорная часть), Италию.
Разработчики проекта — швейцарская EGL, норвежская Statoil, немецкий E.ON Ruhrgas.

## История
Проект Трансадриатического газопровода был объявлен в 2003 году швейцарской энергетической компанией EGL Group (впоследствии Axpo). 
Технико-экономическое обоснование было завершено в марте 2006 года. Были рассмотрены два варианта маршрута: северный — через Болгарию, Республику Македония и Албанию, а также южный — через Грецию и Албанию, который, в конечном итоге, был сочтён более целесообразным. 
В марте 2007 года завершено расширенное базовое проектирование для трубопровода.
13 февраля 2008 года EGL Group и норвежская энергетическая компания Statoil подписали соглашение о создании «Trans Adriatic Pipeline AG» — совместного предприятия по разработке, строительству и эксплуатации трубопровода. 
В июне 2008 года проектная компания совместно с греческими властями подала заявку на строительство 200-километрового участка газопровода от Салоник до греко-албанской границы. 
В январе 2009 года проект TAP провёл обследование состояния морской среды в Адриатическом море для проверки морского маршрута для будущего газопровода. Обследование маршрута в Албании началось в июле 2009 года.
В марте 2009 года в межправительственном соглашении между Италией и Албанией по энергетическому сотрудничеству был упомянут Трансадриатический газопровод в качестве проекта, представляющего общий интерес для обеих стран. В январе 2010 года TAP открыл отделения в Греции, Албании и Италии. В марте 2010 года TAP подал заявку итальянским властям на включение в итальянскую газовую сеть.
20 мая 2010 года было объявлено, что E.ON становится участником проекта. Сделка была успешно закрыта 7 июля 2010 года.

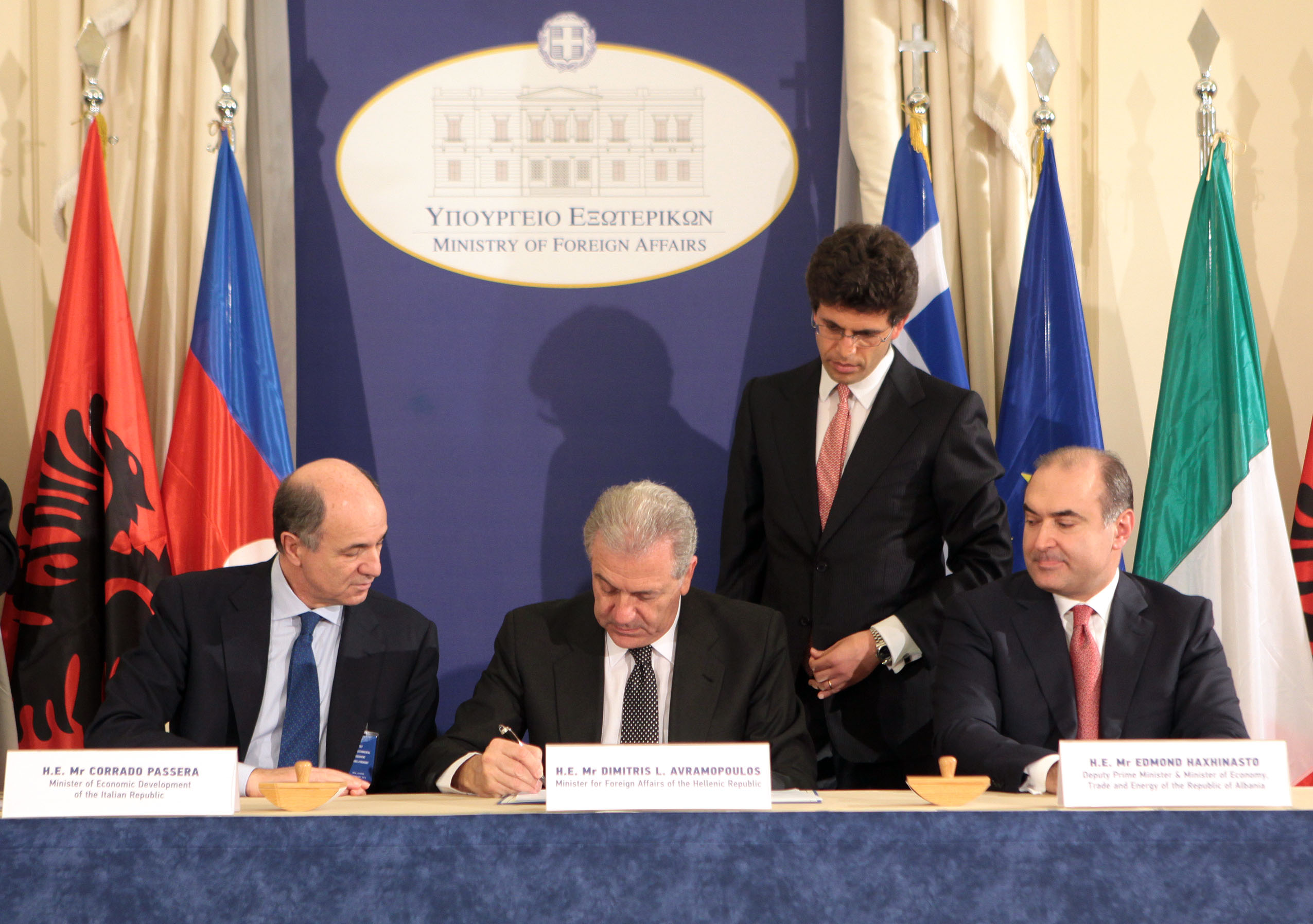
Представители Италии, Греции и Албании подписали межправительственный договор

В ноябре 2010 года ТАР начал обследование маршрута уточнения в северной Греции в рамках подготовки к оценке воздействия на окружающую среду.
В феврале 2012 года Трансадриатический газопровод стал первым проектом, который был предварительно избран для ведения эксклюзивных переговоров с консорциумом Шах-Дениз. В августе 2012 года партнеры консорциума British Petroleum, SOCAR и Total S.A. подписали соглашение о финансировании с акционерами TAP, в том числе c возможностью получения до 50 % акций в проекте.
28 сентября 2012 года, Албания, Греция и Италия подтвердили свою политическую поддержку трубопровода, подписав меморандум о взаимопонимании.
22 ноября 2012 года консорциум TAP и Трансанатолийский газопровод подписали меморандум о взаимопонимании, который устанавливает рамки сотрудничества между двумя сторонами.
13 февраля 2013 года, Греция, Италия и Албания подписали межправительственное соглашение.
28 июня 2013 года было объявлено, что главный конкурент — газопровод Набукко — закрыт, а приоритетным проектом теперь является Трансадриатический газопровод. 
Позже в том же году British Petroleum, SOCAR, Total и Fluxysстали акционерами проекта. В декабре 2015 года итальянская Snam присоединилась к TAP, приобретя 20 % акций Statoil в проекте.
3 марта 2016 года Еврокомиссия одобрила строительство Трансадриатического газопровода.
В мае того же года началось строительство. 
После сдачи в эксплуатацию 12 июня 2018 года Трансанатолийского газопровода (TANAP) в Турции, в октябре 2018 года Италия разрешила строительство газопровода TAP для поставок азербайджанского газа.
20 мая 2020 года в рамках тестового запуска первая партия газа из Азербайджана по трубопроводу достигла территории Албании.
15 ноября 2020 года началась коммерческая эксплуатация газопровода путём поставок газа из Азербайджана в Италию.
В марте 2022 года интерконнектор Греция — Болгария (IGB) был подключен к Трансадриатическому газопроводу, а уже в июне началась закачка азербайджанского газа.
В 2021 году проведено предварительное исследование, подтвердившее возможность прокачки по трубопроводу смеси природного газа и водорода.

## Политический и юридический аспект
Проект TAP поддерживается европейскими институтами и рассматривается как «Проект общего интереса» и часть Южного газового коридора. Считается, что он будет способствовать повышению энергетической безопасности и диверсификации поставок газа для ряда европейских рынков.
В 2009 году вступил в силу Третий энергетический пакет Евросоюза, который запрещал участникам газового рынка заниматься транспортировкой газа. Однако для Трансадриатического газопровода по просьбе акционеров было сделано исключение. 7 сентября 2011 года Trans Adriatic Pipeline AG (TAP AG) подтвердил своё «Исключение для доступа третьих лиц» (Third Party Access Exemption) во всех трёх странах, через которые он проходит. Исключение позволит TAP AG войти в долгосрочные газотранспортные соглашения «транспортируй или плати» с поставщиками газа с Шах-Дениз II. Исключения из требований были предоставлены 16 мая 2013 года.
Согласно Третьему энергетическому пакету, Газпром может потребовать предоставить ему 50 % ёмкости указанного газопровода для дальнейшей транспортировки газа через «Турецкий поток», так как данный закон ЕС запрещает собственнику газопровода использовать более 50 % его ёмкости. Еврокомиссия подтвердила, что будет соблюдать европейское законодательство Таким образом, хотя газопровод может несколько сократить объёмы поставок Газпрома по уже действующим газопроводам, с другой стороны, проект может оказаться инвестированием ЕС в систему газопроводов для Газпрома в обход Украины. Особенно с учетом неясности ресурсной базы для Южного газового коридора.

## Акционеры
Состав акционеров:
SOCAR — 20 %
BP — 20 %
Snam (Италия) — 20 %
Fluxys (Бельгия) — 20 %
Enagas (Испания) — 20 %
В январе 2023 года Axpo (Швейцария) продала свою долю в 5 %. 4% продано компании Enagas, 1% — компании Fluxys.

## Технические характеристики
Мощность газопровода — 11 млрд м3 в год.
К 2027 году планируется расширение мощности газопровода до 20 млрд м3 в год путём ввода в строй двух компрессорных станций, а также модификации существующих компрессорных станций.

## Транспортировка
15 ноября 2020 года началось коммерческое использование газопровода. Транспортировка газа начата 31 декабря 2020 года. 
За 2021 год по газопроводу транспортировано 8,1 млрд м³ газа. Из них 6,8 млрд м³ поставлено в Италию, 1,2 млрд м³ — в Грецию и Болгарию.
На 31 декабря 2022 года по трубопроводу было транспортировано 19,4 млрд м3 газа.
С начала эксплуатации (31 декабря 2020) на март 2025 года по трубопроводу транспортировано 44,40 млрд м3 газа. Из них 4,28 млрд м3 транспортировано в Грецию, 2,74 млрд м3 — в Болгарию, 37,05 млрд м3 — в Италию.
Планируется в перспективе прокачка по газопроводу водородных смесей. Первоначально планируется поставлять 10%-ю смесь водорода. 
| Год  | Объём транспортировки (млрд м3) |
| ---- | ------------------------------- |
| 2021 | 8,1                             |
| 2022 |                                 |
| 2023 |                                 |
| 2024 | 12.9                            |